# Anna Maria Persiani
Anna Maria Persiani (10 de mayo de 1953) es una botánica, micóloga, profesora, taxónoma, conservadora y exploradora italiana.

## Carrera
Desarrolla actividades académicas y científicas en el Laboratorio de Biodiversidad de hongos, en la Universidad de Roma La Sapienza.
Es profesora asociada, que imparte cursos de Botánica Ambiental, bioindicadores vegetales, y su uso en biomonitorización, y biología y diversidad de hongos; responsable del Laboratorio de Biodiversidad de hongos en el Departamento de Biología Ambiental de la Universidad de Roma La Sapienza. Es autora de más de 80 artículos en revistas internacionales y nacionales revisados por pares y 50 presentaciones de congresos. Su obra trata de la investigación con las comunidades de hongos del suelo en relación con (selva tropical, Costa de Marfil; vegetación mediterránea, Italia; ambiente extremo, en la Antártida) naturales cultivadas (agroecosistema, México) y perturbar los ecosistemas terrestres (zonas quemadas de vegetación mediterránea, Italia; los ecosistemas de pastizales, España, las áreas contaminadas por metales pesados, Italia). Ha descrito nuevos taxones de hongos, y se ha llevado a cabo investigaciones sobre los hongos saproxílicas como indicadores de bosque maduro. Ha sido responsable de las unidades de investigación de los programas nacionales, ha participado en numerosos proyectos de investigación nacionales e internacionales, ha colaborado con numerosas instituciones científicas internacionales, y ha participado en varias expediciones científicas. Es miembro de sociedades científicas nacionales e internacionales. Está involucrada en servicios editoriales (que actúa como editora invitada y árbitro de revistas científicas internacionales), así como en las actividades de evaluación. Fue directora de tesis del gran número de licenciatura y estudiantes de maestría. Es tutora de investigación en el curso de doctorado en Biología Ambiental (Ph.D Común) de la Universidad Sapienza de Roma. Desde 2008, coordina la licenciatura grado de Ciencias Ambientales de la Universidad de Roma La Sapienza.

## Algunas publicaciones
- anna maria Persiani, fabio Lombardi, dario Lunghini, vito mario Granito, roberto Tognetti, oriana Maggi, silvia Pioli, marco Marchetti. 2015. Stand structure and deadwood amount influences saproxylic fungal biodiversity in Mediterranean mountain unmanaged forests. Forest 9: 115 - 124.

- vito mario Granito, dario Lunghini, oriana Maggi, anna maria Persiani. 2015. Wood-inhabiting fungi in southern Italy forest stands: morphogroups, vegetation types and decay classes. Mycologia 107 (6): 1074 - 1088. Resumen.

- a. Ceci, m. Kierans, s. Hillier, anna maria Persiani, g.m. Gadd. 2015. Fungal Bioweathering of Mimetite and a General Geomycological Model for Lead Apatite Mineral Biotransformations. Appl. Environ. Microbiol. 81 (15): 4955 - 64. doi: 10.1128/AEM.00726-15 resumen

- f. Pinzari, m. Reverberi, g. Piñar, o. Maggi, anna maria Persiani. 2014. Metabolic profiling of Minimedusa polyspora (Hotson) Weresub & P.M. LeClair, a cellulolytic fungus isolated from Mediterranean maquis, in Southern Italy. Plant Biosystems 148 (2): 333 - 341, doi 10.1080/11263504.2013.877536

- a. Ceci, y.j. Rhee, m. Kierans, s. Hillier, h. Pendlowski, n. Gray, anna maria Persiani, g.m. Gadd. 2014. Transformation of vanadinite [Pb5(VO4)3Cl] by fungi. Environ. Microbiol. 17 (6): 2018 - 34. doi: 10.1111/1462-2920.12612 resumen.

- d.p. Di Lonardo, f. Pinzari, d. Lunghini, o. Maggi, v.m. Granito, anna maria Persiani. 2013. Metabolic profiling reveals a functional succession of active fungi during the decay of Mediterranean plant litter. Soil Biol. & Biochemistry 60: 210 - 219.

- f.a. Dutigliano, m. Migliorini, o. Maggi, r. D’Ascoli, p.p. Fanciulli, anna maria Persiani. 2013. Dynamics of fungi and fungivorous microarthropods in a Mediterranean maquis soil affected by experimental fire. European Journal of Soil Biology 56: 33-43. ISSN 1164-5563. doi 10.1016/j.ejsobi.2013.02.006.

- m. Zotti, anna maria Persiani, e. Ambrosio, a. Vizzini, g. Venturella, d. Donnini, p. Angelini, s. Di Piazza, m. Pavarino, d. Lunghini, r. Venanzoni, e. Polemis, v.m. Granito, o. Maggi, m.l. Gargano, g.t. Zervakis. 2013. Macrofungi as ecosystem resource: conservation versus exploitation. Plant Biosystems 147 (1): 219 - 225.

- anna maria Persiani, o. Maggi. 2013. Species-abundance distribution patterns of soil fungi: contribution to the ecological understanding of their response to experimental fire in Mediterranean maquis (southern Italy). Mycologia 105 (2): 260 - 276.

- d. Lunghini, v.m. Granito, d.p. Di Lonardo, o. Maggi, anna maria Persiani. 2013. Fungal diversity of saprotrophic litter fungi in a Mediterranean maquis environment. Mycologia 105 (6): 1499 - 1515.

- s. Perotto, p. Angelini, v. Bianciotto, p. Bonfante, m. Girlanda, t. Kull, a. Mello, l. Pecoraro, c. Perini, anna maria Persiani, a. Saitta, s. Sarrocco, g. Vannacci, r. Venanzoni, g. Venturella, m.a. Selosse. 2013. Interactions of fungi with other organisms. Plant Biosystems 147 (1): 208 - 218.

- anna maria Persiani. 2013. On ecology of post-fire soil fungi: assessing impact of disturbance using species-abundance models as measure of community organization. Plant Biosystems 147 (4): 1104 - 1106.

## Honores

### Membresías
- Società Botanica Italiana.[3]

- La abreviatura «Persiani» se emplea para indicar a Anna Maria Persiani como autoridad en la descripción y clasificación científica de los vegetales.[4]